# Palisades (New York)
Pour les articles homonymes, voir Palisades.

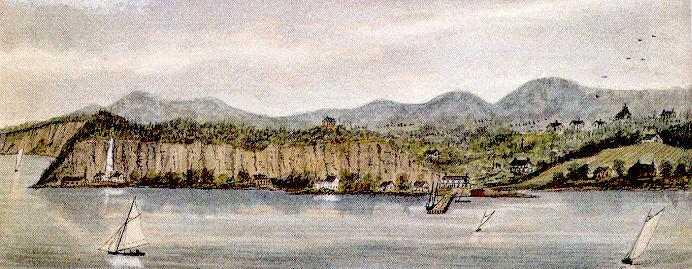
Robert Knox Sneden, Snedens Landing,1858.

Palisades est un hameau de la ville d'Orangetown, au sud-est du comté de Rockland dans l'État de New York, aux États-Unis. La ville d'Orangetown et situé au sud-est du comté de Rockland. Le hameau est bordé par l'Hudson River à l'est.

## Personnalités célèbres
- Angelina Jolie, actrice
- Mikhail Baryshnikov, chorégraphe et acteur
- Bill Murray, acteur
- Al Pacino, acteur
- Hayden Panettiere, actrice
- Jansen Panettiere, acteur et frère de la précédente